# گرگری (داکوتای جنوبی)
گرگری(به انگلیسی: Gregory) شهری در ایالت داکوتای جنوبی کشور ایالات متحده آمریکا است که جمعیت آن در سرشماری سال ۲۰۱۰ میلادی، ۱٬۲۹۵ نفر بوده‌است.